# Velleman Group
Velleman Group is een Belgisch fabrikant en distributeur van hobbyelektronica en zelfbouwkits. 

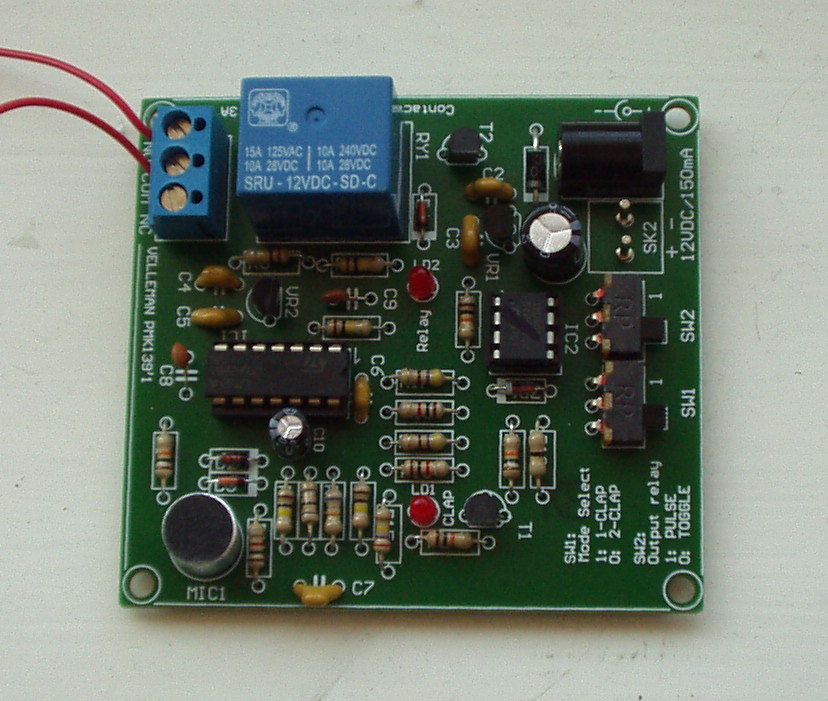
Een schakelcircuit dat kan worden geactiveerd door te 'klappen'.

## Beschrijving
Het bedrijf werd opgericht in 1974 door Koen Velleman als familiebedrijf. Het ging verpakkingen verkopen met elektronische onderdelen die klanten zelf in elkaar konden zetten. In 1989 werd Velleman een naamloze vennootschap (nv) en in 1996 ging het internationaal uitbreiden
naar Azië, Frankrijk en de Verenigde Staten. In 2009 behaalde het bedrijf een omzet van 37 miljoen euro. Het hoofdkantoor staat in Gavere, nabij Gent.
In 2021 verkoopt Velleman circa 16.000 producten en is het bedrijf actief in ruim 80 landen.

## Producten
Anno 2021 biedt Velleman onder meer de volgende producten aan:
- 3D-printers
- Domotica
- Elektronische componenten
- Kits en ontwikkelborden
- Led-verlichting
- Multimeters
- Oscilloscopen
- Videobewaking